# Senat (Kolumbien)

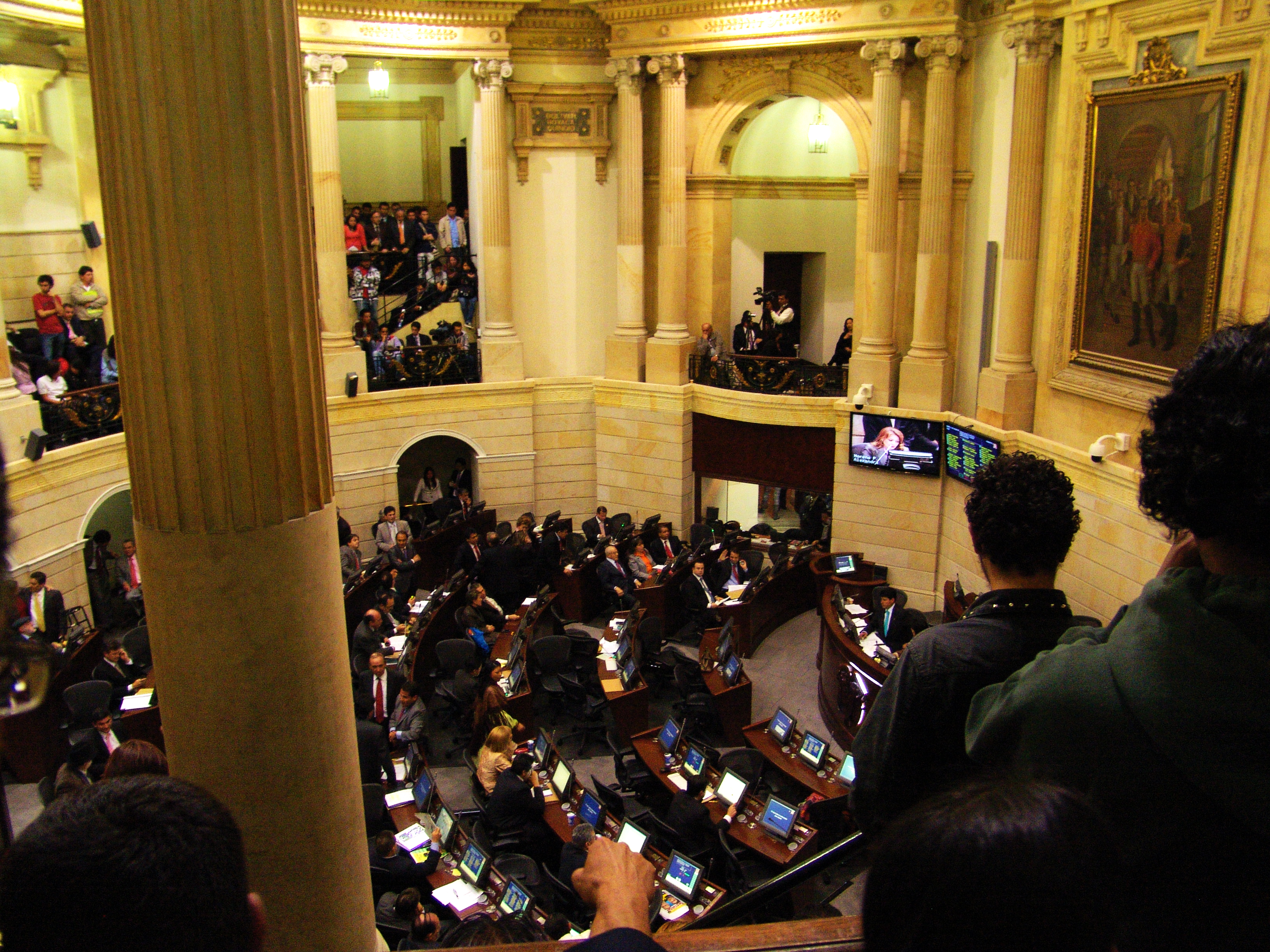
Senado de la República de Colombia während einer Sitzung am 27. Oktober 2009

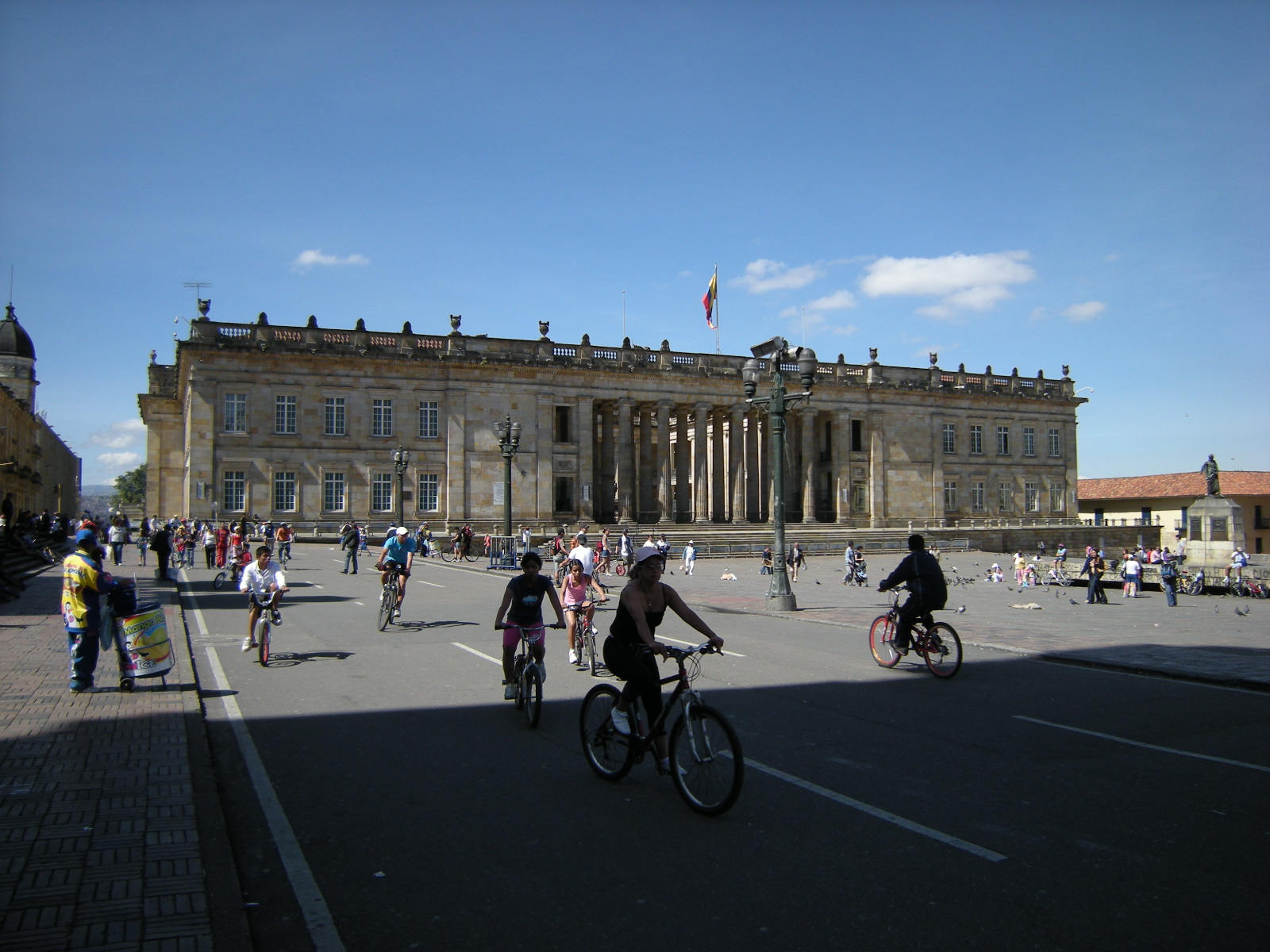
Capitolio Nacional de Colombia am Plaza de Bolívar, Sitz des Senats und des Repräsentantenhauses

Der Senat von Kolumbien (spanisch Senado de la República de Colombia) ist das Oberhaus des Kongresses der Republik Kolumbien, dem Parlament des Landes.
Der Senat besteht aus 108 gewählten Senatoren, deren Amtszeit vier Jahre beträgt. Um Senator zu werden, muss die gewählte Person gebürtiger Kolumbianer sein und zum Zeitpunkt der Wahl das Alter von 30 Jahren erreicht haben. 100 Senatorensitze werden über eine nationale Einzelkandidatenliste gewählt. Fünf weitere gehören der Comunes-Partei an, der früheren FARC-Partei. Dies wurde im Rahmen des Friedensprozesses zwischen der kolumbianischen Regierung und der FARC so vereinbart. Ein einzelner Sitz wird dem Kandidaten mit den zweithöchsten Stimmen bei der Präsidentschaftswahl zugebilligt. Die verbliebenen zwei Senatorensitze verteilen sich auf Personen, die aus der indigenen und afro-amerikanischen Minderheit stammen.
Neben dem Senat besteht als Unterhaus das Repräsentantenhaus Kolumbiens. Der Senat befindet sich im Nationalkapitol von Kolumbien in Bogotá.

## Präsident des Senats
Senatspräsident ist seit 20. Juli 2025 Lidio García von der Partido Liberal Colombiano (PLC).